# NGC 4002
NGC 4002 is een spiraalvormig sterrenstelsel in het sterrenbeeld Leeuw. Het hemelobject werd op 10 april 1785 ontdekt door de Duits-Britse astronoom William Herschel.

## Synoniemen
- MCG 4-28-104
- ZWG 127.116
- KCPG 312A
- PGC 37635